# 7206 Shiki
7206 Shiki (1996 QT) là một tiểu hành tinh vành đai chính được phát hiện ngày 18 tháng 8 năm 1996 bởi A. Nakamura ở Kuma Kogen.